# Sorrento
Sorrento es un municipio italiano localizado en la ciudad metropolitana de Nápoles, región de Campania. Cuenta con 16 745 habitantes en una superficie de 9,96 km².
Sorrento contiene las frazioni (subdivisiones) de Casarlano, Cesarano, Marano, Priora, Santa Lucía, Sorrento Capo, Marina Grande, Marina Piccola y Sottomonte. Limita con los municipios de Massa Lubrense y Sant'Agnello.

## Geografía
Sorrento se encuentra en la costa septentrional de la península Sorrentina, de la que es un lugar clave: tiene vistas al golfo de Nápoles y muchos miradores desde donde ver Nápoles (visible a través de la bahía) y el monte Vesubio. 
A la ciudad se llega fácilmente desde Nápoles y Pompeya, y está al sureste del fin de la línea férrea Circumvesuviana. Ferry y aerodeslizadores parten hacia Nápoles, Amalfi, Positano, Capri e Isquia. La estrecha carretera que conecta Sorrento y Amalfi serpentea por los más altos acantilados del Mediterráneo.

## Historia

### Surrentum
El nombre de Sorrento deriva de las sirenas, criaturas marinas con cabeza (a veces también torso) de mujer y cuerpo de pez. De acuerdo con la mitología griega, ellas vivían en una isla rocosa y tentaban a los marineros con sus hermosos cantos, para que naufragaran en su costa y así poder devorarlos; Odiseo fue el único que pudo evitarlas, según la Odisea de Homero. Las leyendas indican una estrecha conexión entre Lípari y Surrentum, colonia de aquella en el pasado; e incluso durante el Imperio romano Surrentum permaneció mayoritariamente griega. Antes de la supremacía romana fue una de las ciudades sometidas a Nuceria, y compartieron su suerte en la guerra Social. Fue controlada por los romanos en el año 89 a. C., pero después se aliaron ambas ciudades en la revuelta del 90 como Estabia; y fue subyugada en los años siguientes.
Su prosperidad data del periodo imperial, cuando Capreae era la residencia favorita de Augusto y de Tiberio. En Surrentum se han encontrado numerosas inscripciones sepulcrales de esclavos imperiales y de hombres libres. Una de ellas muestra que, en el año posterior al terremoto del 79, Tito restauró el horologio de la ciudad y su decoración arquitectónica. Una restauración similar de un edificio desconocido de Nápoles en el mismo año está registrada en una inscripción de Surrentum.
Los templos más importantes de Surrentum eran los de Atenea y el de las Sirenas (el único dedicado a ellas, en tiempos históricos, en el orbe griego), que dio su nombre al promontorio. En la antigüedad, Surrentum era famosa por sus vinos, su pesca y sus vasos campanienenses de figuras rojas. El descubrimiento aquí de monedas de Massalia, la Galia y las islas Baleares indica una gran actividad comercial. 
La posición de Surrentum era muy segura, protegida por profundos desfiladeros. La única excepción a su protección natural eran 275 metros al sureste, que se defendían mediante murallas cuya línea se continuó en tiempos posteriores. La disposición de las actuales calles guarda relación con la de la ciudad antigua, y la disposición de los caminos amurallados, que dividen la llanura hasta el este, parece datar de la época romana. No se han conservado ruinas en la propia ciudad, pero hay muchos restos en el barrio del este de la ciudad, en la carretera hacia Estabia, de la cual aún existen trazos, en la dirección a la carretera actual, mucho más alta, que cruza la montaña. El lugar de una de las más largas murallas (posiblemente perteneciente a la mansión imperial) está actualmente ocupado por el hotel Victoria, debajo de cuya terraza se halló en 1855; un pequeño teatro. Un antiguo túnel, excavado en la roca, desciende por aquí hasta la orilla del mar. Quizás haya restos de otras villas , pero la ruina más importante es el embalse de los acueductos subterráneos, justo en el exterior de la ciudad, al este, el cual tenía al menos veintisiete cámaras, cada una de unos 27 m por 6 m, en las que se han hallado tumbas griegas y oscas.
Hay otro suburbio, emplazado debajo de la ciudad, en el promontorio al oeste de esta. Debajo del Hotel Sirena hay subestructuras y un túnel excavado en la roca. Al noroeste, en el Cabo de Sorrento hay otra villa, llamada Bagni della Regina Giovanna, con baños; y en la bahía, al sureste estaba la villa de Polio Félix, el amigo del poeta Estacio, al cual describe en Silvas II. 2, y cuyos restos aún se conservan. Más alejadas, al oeste hay otras villas, y más lejano aún, está el templo de Atenea, en el promontorio llamado también de Atenea, en la extremidad de la península (la actual Punta Campanella). No existe ningún resto del célebre templo de las Sirenas.

### Sorrento
Según el historiador latino Diodoro Sículo, Sorrento fue fundada por Líparo, hijo de Ausonio, quien fue rey de los ausones, cuyo reino se llamaba Ausonia. Ausonio era hijo de Odiseo y Circe. La antigua ciudad estuvo probablemente ligada a los ausones, tribu de uno de los más antiguos grupos étnicos de la zona. En época prerromana, Sorrento fue influenciada por la civilización griega: a ello puede deberse la presencia del Atenaion, un gran santuario, que también, según la leyenda, fue fundado por Ulises y originalmente dedicado al culto de las Sirenas, de donde el nombre de Sorrento.

### Orígenes del actual Sorrento

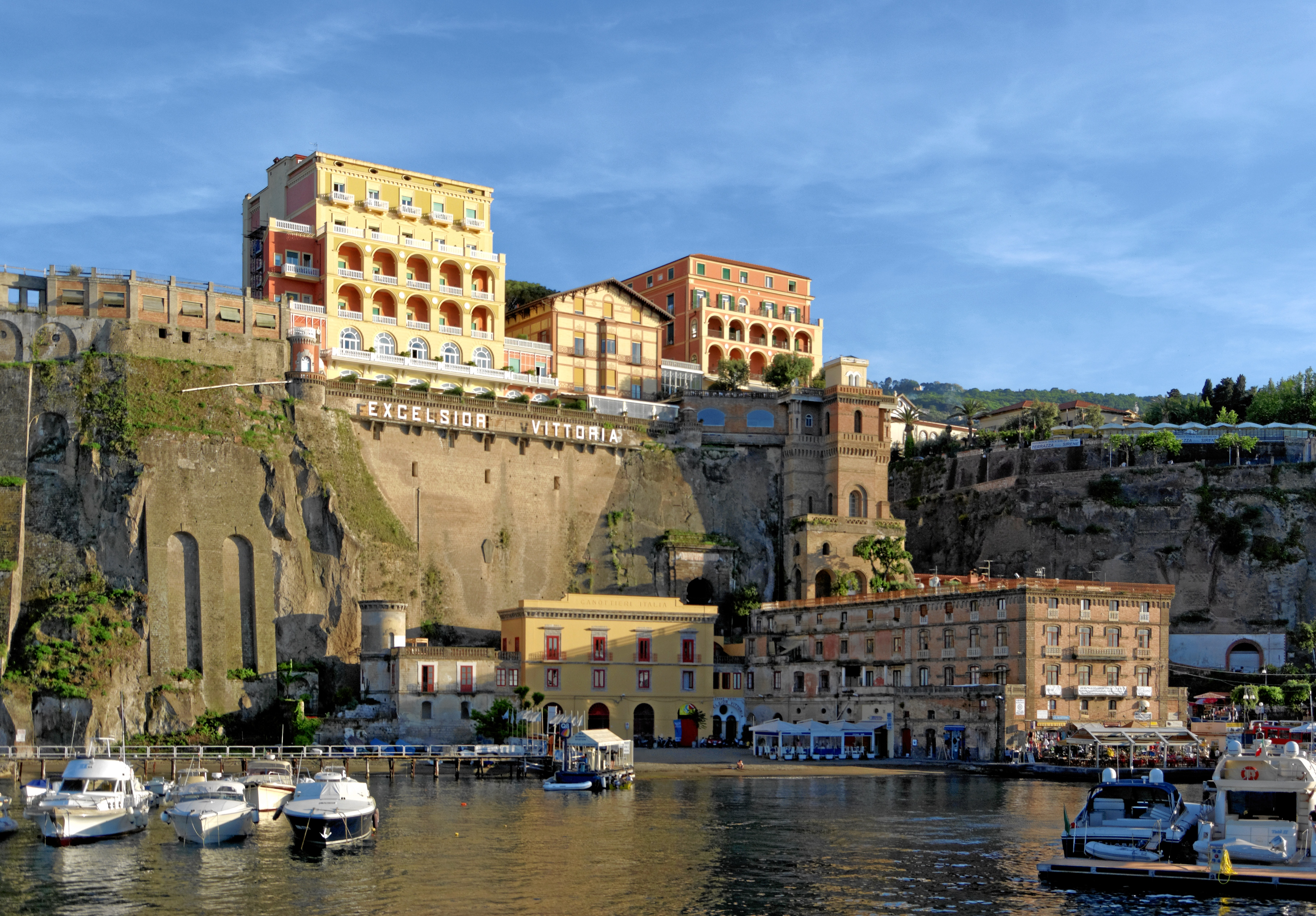
El puerto

Fue sede arzobispal a partir del año 420. Tras la caída del Imperio romano de Occidente, fue dominada por los ostrogodos y formó parte del Imperio romano del este. En 552 pasó a manos de los bizantinos. Los lombardos, que conquistaron gran parte de la Italia meridional en la segunda mitad del siglo VI, la sitiaron en vano. Como en los siguientes siglos la autoridad de la lejana Bizancio decayó, a partir del siglo IX Sorrentofue un ducado autónomo, que luchaba con las ciudades vecinas de Amalfi y Salerno y contra los sarracenos. 
En 1133 fue conquistada por el normando Roger II de Hauteville. En 1337 el ducado de Sorrento fue incorporado al reino normando, y en lo sucesivo la historia de Sorrento estuvo ligada, como Nápoles y otras cidudades de Campania, al recién creado Reino de Sicilia.
El hijo de Fernando I de Aragón, Alfonso V, sucedió a su padre en el trono de Sicilia en 1415, y desde esta base territorial tomó la corona de Nápoles, aunque mantuvo los dos reinos constitucionalmente separados.  Al morir en 1458 dejó Sicilia a su hermano Juan II de Aragón, y Nápoles a su hijo bastardo Ferrante. El reino se mantuvo separado de la casa matriz española, hasta que Fernando II de Aragón, el  Católico, tomó el reino en guerra con Francia, en 1503.

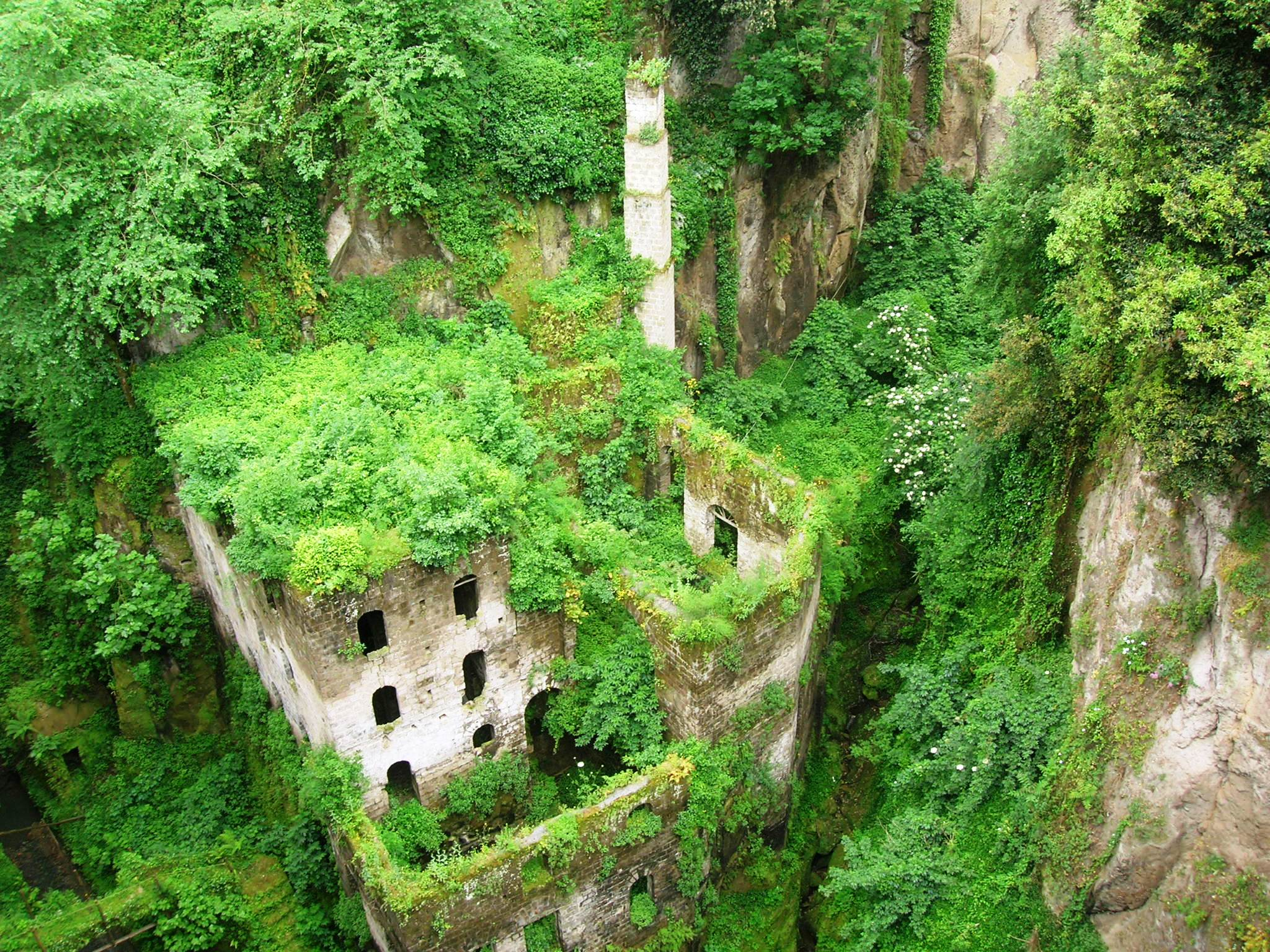
Valle dei Mulini

El 13 de junio de 1558 fue saqueada por los piratas musulmanes y una nueva línea de murallas fue, por lo tanto, construida.
El más llamativo suceso de los siguientes siglos fue la revuelta de 1648 contra la dominación española, encabezada por Giovanni Grillo. En 1656 una plaga aquejó la ciudad, que asoló a algunos de los más importantes centros de la Campania meridional.
Sorrento entró a formar parte de la República Napolitana de 1799. En el siglo XIX la economía de la ciudad mejoró de forma notable, favorecida por el desarrollo de la agricultura, turismo y comercio. Una carretera que conectaba Sorrento con Castellammare di Stabia fue inaugurada bajo el reinado Fernando II de las Dos Sicilias (1830-1859).
En 1861 Sorrento, fue oficialmente anexionada al nuevo Reino de Italia. En los siguientes años y hasta el siglo XX, se confirmó y aumentó su estatus de uno de los más renombrados destinos turísticos de Italia. Personajes famosos la visitaron, como Lord Byron, Keats, Friedrich Nietzsche, Goethe y Walter Scott.

### La Sorrento actual

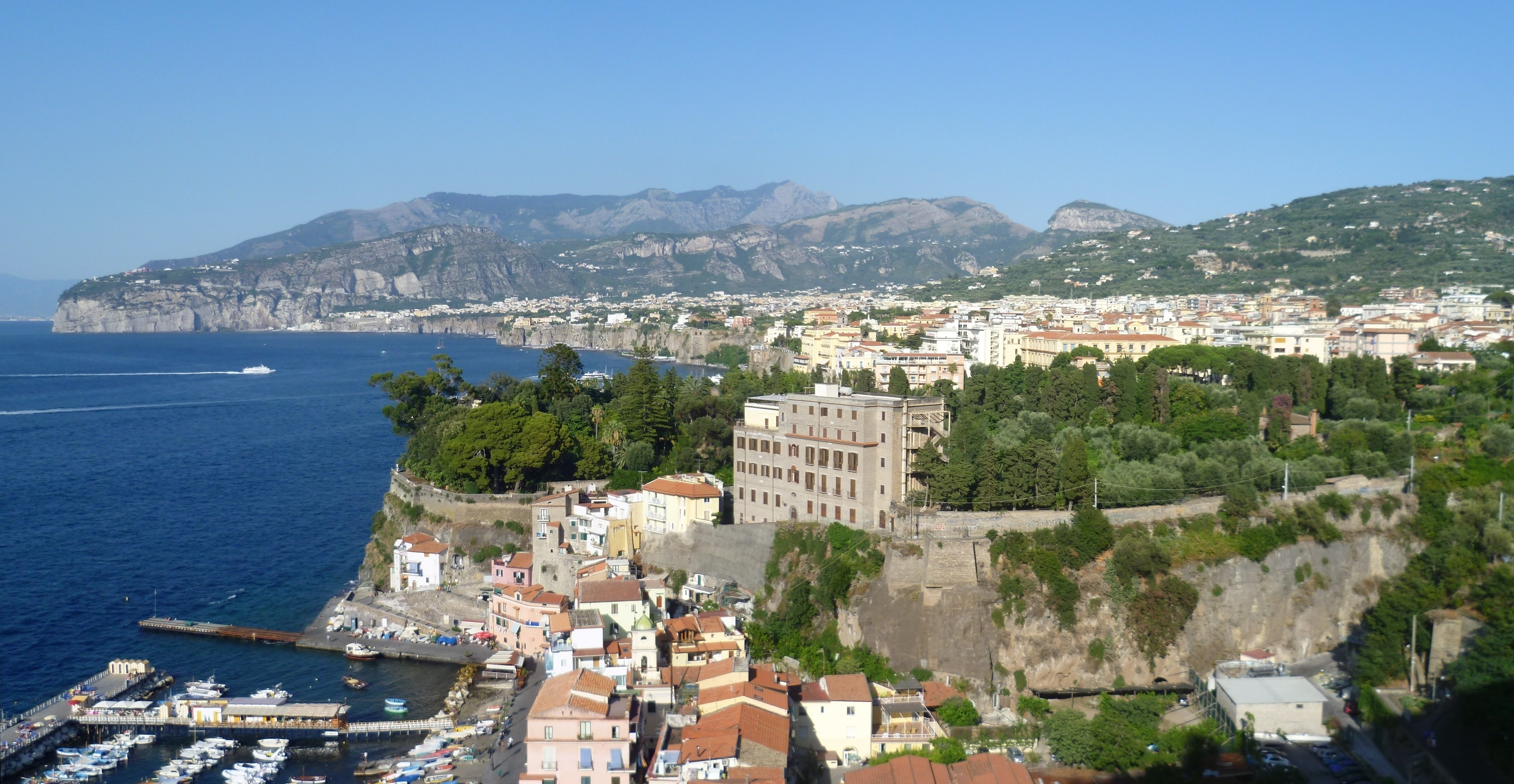
Vista de la ciudad en el

El centro histórico de la ciudad muestra todavía el trazado ortogonal de las calles de origen romano, mientras hacia el monte, está rodeada por murallas del siglo XII. Se encuentran el Duomo, reedificado en el siglo XV, con fachada neogótica, y la iglesia de San Francisco de Asís, con un notable fresco del siglo XIV. En el museo Correale están expuestas colecciones de hallazgos griegos y romanos y de porcelanas napolitanas de Capodimonte, con una sección de pintura de los siglos XVII-XIX. Desde sus jardines, además, se disfruta de una magnífica vista sobre el golfo. Cerca de la Punta del Capo, a 3 km hacia el oeste, se encuentran restos romanos, supuestamente la villa de Polio Félix (siglo I)

## Demografía
| Gráfica de evolución demográfica de Sorrento entre 1861 y 2001 |
|                                                                |
| Fuente ISTAT - elaboración gráfica de Wikipedia                |

## Economía

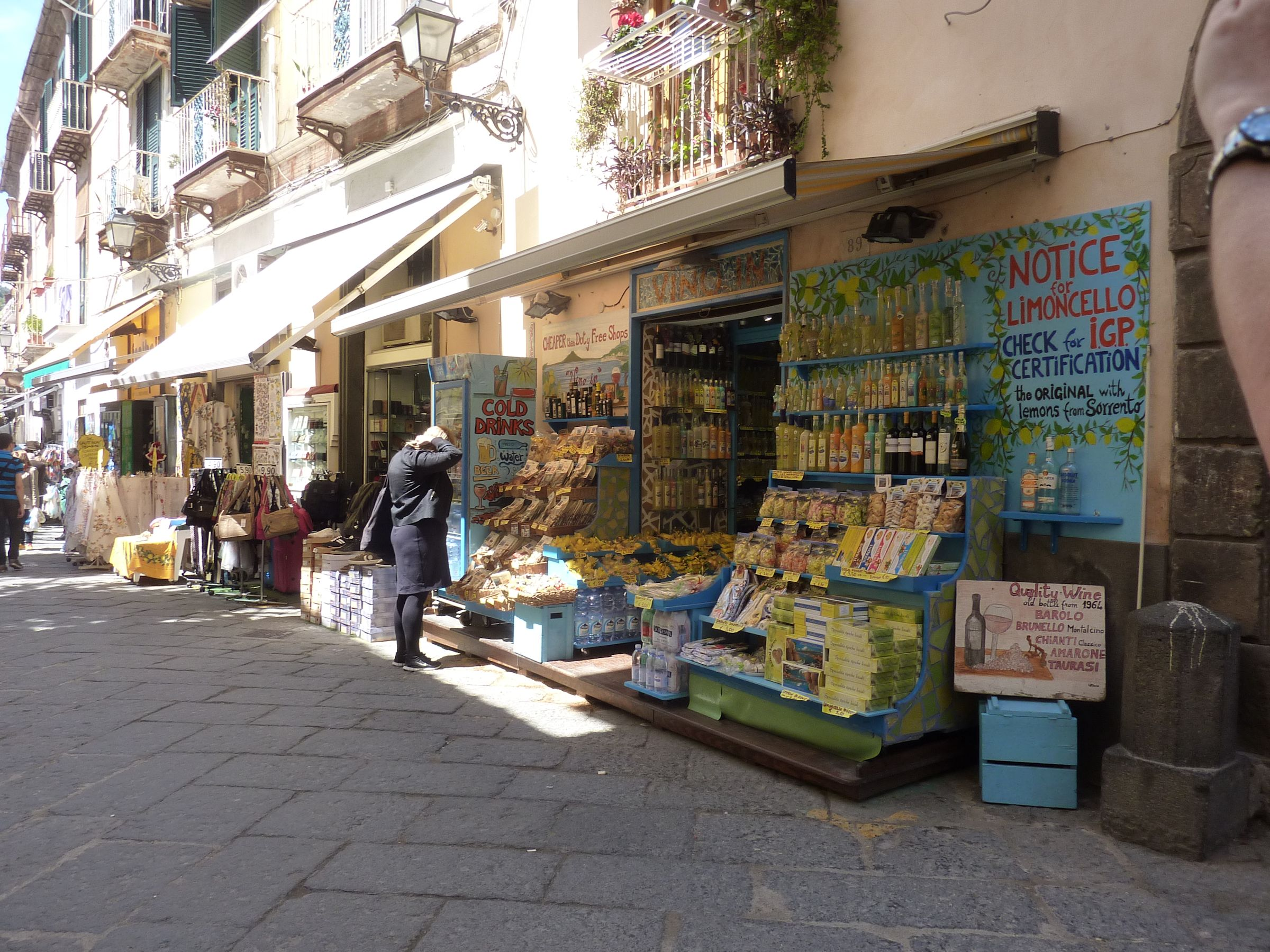
Comercios de Sorrento donde se vende limoncello

La economía local se basa sobre todo en el turismo, cultural y de playa, en la agricultura (nueces, uvas, olivos, limoneros, etc.) y en la industria alimentaria y en la característica artesanía de la madera. Sorrento es famoso por la producción de limoncello, un licor hecho a base de cortezas de limón, alcohol, agua y azúcar. Otras producciones agrícolas incluyendo vino, nueces y olivos.

## Cultura
Sorrento fue el lugar de nacimiento del poeta Torquato Tasso (1544-1595), autor de Jerusalén liberada.
En la década de 1920, el escritor ruso Máximo Gorki vivió en Sorrento.

### Una célebre canción:Torna a Surriento
A Sorrento le fue dedicada una de las canciones napolitanas más célebres, Torna a Surriento ("Regresa a Sorrento".) La canción fue compuesta para la visita a Sorrento de Giuseppe Zanardelli, por entonces presidente del consejo de ministros, el 15 de septiembre de 1902.
El barón Guglielmo Tramontano, alcalde de la ciudad y propietario del hotel donde Zanardelli se hospedaba, pidió a los hermanos Gian Battista y Ernesto De Curtis que compusieran una canción para honrar al ilustre huésped, con la esperanza de obtener a cambio algunas intervenciones a favor de Sorrento, entre ellas la apertura de una oficina postal. Ernesto De Curtis recuperó una vieja melodía que había compuesto algunos años antes, y el hermano escribió en el momento un texto apropiado para la situación: así nació Torna a Surriento.
Con algunas modificaciones en la letra, la canción fue presentada al Festival de Piedigrotta en 1905: desde ese momento empezó el éxito de esta música, convertida en una de las canciones napolitanas más famosas del mundo.

### Deportes

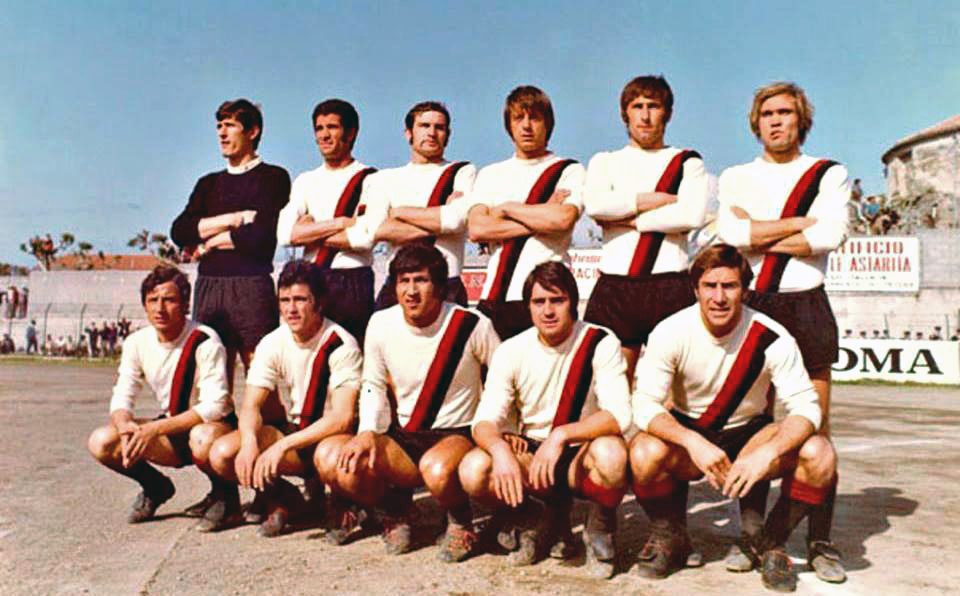
Futbolistas del Sorrento Calcio en la temporada 1970-71

El principal club de fútbol es el Sorrento Calcio.
El 29 de mayo de 1991 la cuarta etapa del Giro de Italia 1991 terminó en Sorrento, con la victoria del francés Eric Boyer. El 6 de mayo de 2013 la tercera etapa del Giro empezó en Sorrento y terminó en Ascea, con la victoria del italiano Luca Paolini.

### Encuentros Internacionales del Cine
La ciudad es también sede de los encuentros Internacionales del Cine. En 2020 se realizó la 42ª edición.

### Películas
En 1955, se rodó en Sorrento la película Pan, amor y... ("Pane amore e...") dirigida por Dino Risi con Sofia Loren y Vittorio De Sica.
En 2011, en la ciudad se rodó la película Amor es lo que necesitas... con Pierce Brosnan.

### Literatura
El tango de la guardia vieja, una novela de Arturo Pérez-Reverte publicada en 2012, transcurre parcialmente en Sorrento. En ella aparece un envejecido Max Costa, protagonista de la novela, que encuentra casualmente a su antigua amante Mecha Inzunza dando inicio al recuerdo de años pasados.

### Religión
El 14 de febrero, es la fiesta de San Antonino (555-625), santo patrono y abad del monasterio de San Agripino en Sorrento, donde murió ese mismo día.